# Jatwieź Duża

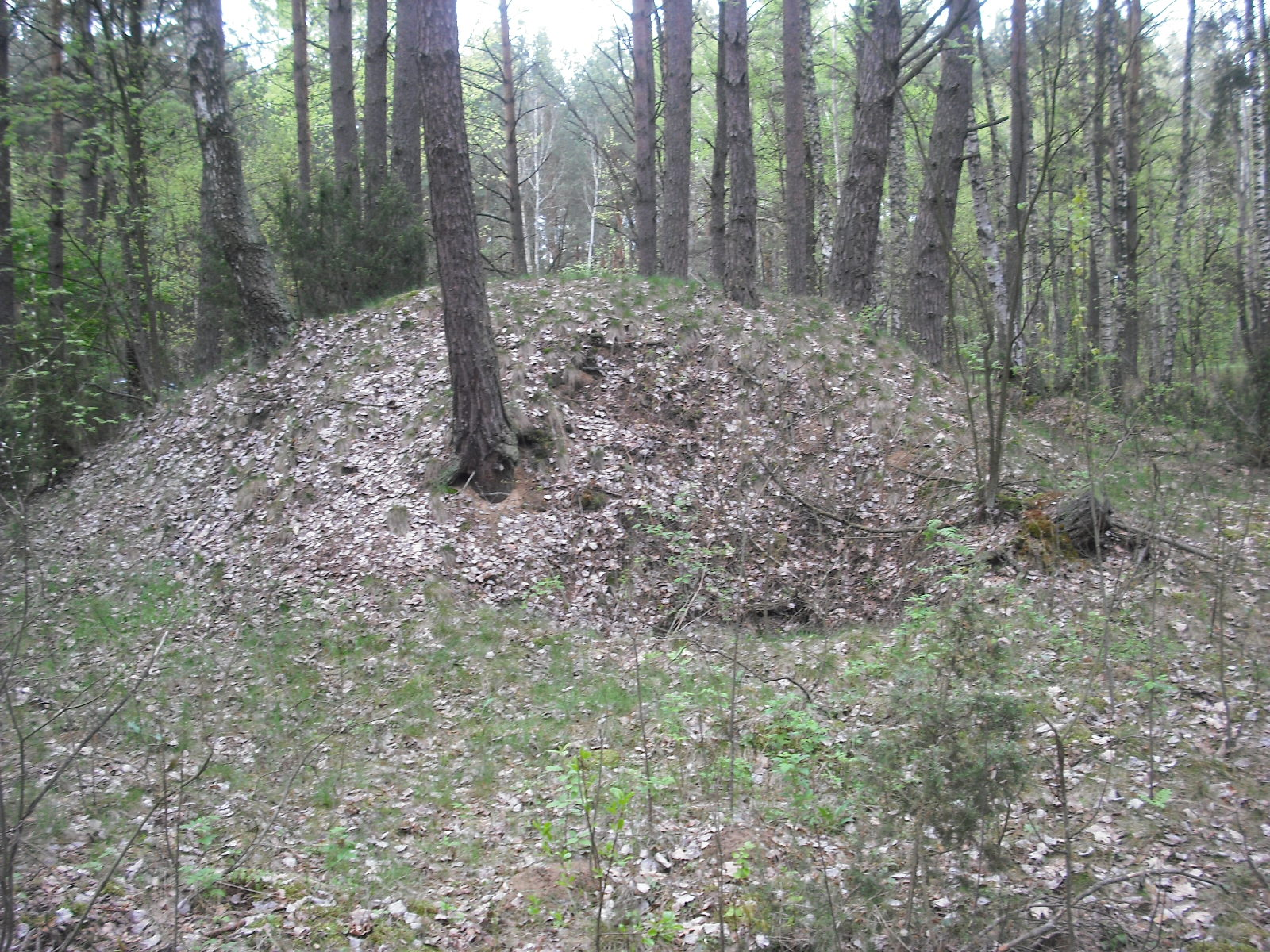
Kurhan kultury sudowskiej w lesie w pobliżu wsi

Jatwieź Duża (białorus. Ятвезь Вялікая) – wieś w Polsce położona w województwie podlaskim, w powiecie sokólskim, w gminie Suchowola.
W latach 1954–1968 wieś należała i była siedzibą władz gromady Jatwieź Duża, po jej zniesieniu w gromadzie Suchowola. W latach 1975–1998 miejscowość administracyjnie należała do województwa białostockiego.

## Części wsi
| SIMC    | Nazwa     | Rodzaj    |
| ------- | --------- | --------- |
| 1012761 | Kulawy    | część wsi |
| 1012778 | Naddawki  | część wsi |
| 1012784 | Pod Rzeką | część wsi |
| 1012790 | Sztuka    | część wsi |
| 1012809 | Szuszko   | część wsi |
| 1012815 | Za Wsią   | część wsi |

## Historia
Jak dowodzą odkrycia archeologiczne dokonane w roku 2018, w okolicy Jatwiezi już w epoce brązu, w okresie pomiędzy VIII a VI wiekiem p.n.e. znajdowała się osada o charakterze obronnym.
Od ok. VIII wieku wieś i jej okolice zamieszkiwali Jaćwingowie. 
Od XIII/XIV wieku do roku 1795 wieś należała do Wielkiego Księstwa Litewskiego i wówczas dawne tereny jaćwieskie zasiedliła ludność wywodząca się z ziem Wielkiego Księstwa Litewskiego, najprawdopodobniej z okolic Grodna. Według badań etnograficznych przeprowadzonych w 1907 r. Jatwieź Dużą zamieszkiwali białoruskojęzyczni katolicy. Fakt ten potwierdziły kolejne badania dialektologiczne z 1955 r. Jednakże mieszkańcy wsi jak i jej okolic nigdy nie wykształcili białoruskiej odrębności narodowej, przyjąwszy polską świadomość narodową. Obecnie białoruską gwarę mieszkańców Jatwiezi Dużej, niegdyś nazywaną przez nich samych językiem prostym, uznać należy za wymarłą bądź pozostającą na granicy wymarcia, gdyż umiejętność posługiwania się nią ograniczona jest do niewielkiej, najwyżej kilkunastoosobowej grupy osób w podeszłym wieku i nie jest ona przekazywana młodszym pokoleniom
Historyczna nazwa wsi to Jatwieź Wielka, zaś współczesna nazwa Jatwieź Duża, wprowadzona po 1995 r., jest spolonizowaną odmianą jej historycznego nazewnictwa.
W 2021 Adolf i Janina Kiszło i ich córka Marianna z Jatwiezi Dużej koło Suchowoli otrzymali pośmiertnie odznaczenia "Sprawiedliwy wśród Narodów Świata" za pomoc osobom narodowości żydowskiej.

## Inne
Od 1948 roku miejscowość jest siedzibą parafii rzymskokatolickiej pw. Matki Bożej Pocieszenia, należącej do dekanatu Korycin, diecezji białostockiej.

## Ciekawostki
W ramach badań dialektologicznych przeprowadzonych w 1955 r. stwierdzono, iż w białoruskiej gwarze mieszkańców wsi występowało wyraźne mazurzenie. Jednakże te same badania wykazały, że nie zachodziło tu akanie, będące cechą symptomatyczną literackiej odmiany języka białoruskiego. Przywołany brak akania, występujący w gwarze mieszkańców Jatwiezi, dostrzeżono jedynie w paru białoruskojęzycznych wsiach, wszystkie one leżą na zachód od przepływającej nieopodal Jatwiezi rzeki Brzozówki.